# ويلسون ليما
ويلسون ليما (بالبرتغالية: Wilson Miranda Lima‏) هو صحفي ومقدم برامج إذاعية وسياسي برازيلي، ولد في 26 يونيو 1976 في سانتاريم، بارا في البرازيل. حزبياً، نشط في Social Christian Party (Brazil) ‏ (2018 – ) وLiberal Party (Brazil, 2006) ‏ (2016 – 2017). في 28 أكتوبر 2018 ‏، انتخب state governor of Brazil ‏ (2019 – ).